# TSG Karnap 07
Die TSG Karnap 07 (offiziell: Turn- und Sportgemeinschaft Essen-Karnap 07 e. V.) war ein Sportverein aus dem Essener Stadtteil Karnap. Die erste Fußballmannschaft spielte zehn Jahre in der höchsten niederrheinischen Amateurliga.

## Geschichte
Der Verein wurde im Juni 1907 als Emschertaler Sportverein Carnap 07 gegründet. Ein Jahr später wurde das Wort Emschertaler aus dem Vereinsnamen gestrichen. Im Jahre 1934 erfolgte die Umbenennung in Deutscher Sportclub Karnap 07, bevor sich vier Jahre später alle Karnaper Vereine zur TSG Karnap 07 zusammenschließen mussten. Die 1938 zwangsweise beigetretenen Vereine machten sich im Jahre 1952 wieder selbständig.
Im Jahre 1947 gelang der TSG 07 der Aufstieg in die Landesliga Niederrhein, die seinerzeit höchste Amateurliga. Vier Jahre später wurde die Mannschaft Vizemeister ihrer Staffel hinter dem Cronenberger SC. Im Jahre 1953 ging es für die Karnaper zurück in die Bezirksklasse, bevor der Mannschaft zwei Jahre später der Wiederaufstieg gelang. Mit Glück gelang der Mannschaft 1956 die Qualifikation für die neu geschaffene Verbandsliga Niederrhein. Als Sechster erreichten die Karnaper die Qualifikationsrunde, aus der sie nach einem erfolgreichen Protest gegen die Wertung des Spiels gegen den Cronenberger SC erfolgreich hervorgingen. Am Ende der Saison 1956/57 stieg die Mannschaft aus der Verbandsliga ab. 1961 gelang die Rückkehr in die Verbandsliga, ehe zwei Jahre später der erneute Abstieg erfolgte. In der Landesliga wurde die TSG 1965 und 1966 jeweils Vizemeister hinter dem BV Osterfeld bzw. der SpVgg Sterkrade-Nord, bevor die Mannschaft 1969 in die Bezirksklasse absteigen musste und in unteren Spielklassen verschwand. 

## Persönlichkeiten
- Heinz Blasey
- Norbert Eilenfeldt

## Nachfolgeverein FC Karnap 07
Im Jahre 1995 fusionierte die TSG Karnap 07 mit Schwarz-Gelb Karnap zum FC Karnap 07, der heute nur noch auf Kreisebene spielt. Im Jahre 2023 stieg die Mannschaft in die Kreisliga A auf. Der FC Karnap 07 brachte mit Chiara Kirstein eine Bundesligaspielerin hervor.